# Istoria Kenyei
Kenya este un stat din estul Africii, regiune considerată a fi leagănul umanității, astfel că pe teritoriul Kenyei au existat habitate umane încă din paleoliticul timpuriu. Kenya actuală este o națiune multiculturală și multilingvistică, datorită diversității de etnii (bantu, nilo-saharieni, afro-asiatici și mai târziu, europeni) și grupuri lingvistice diferite (cushitice, nilotice, semite, indo-europene) care s-au intersectat de-a lungul timpului pe aceste meleaguri. Triburile bantu, venind dinspre vestul Africii începând cu mileniul I î.Hr. sunt printre primii; acestora le urmează nilo-saharienii dinspre Sudan și nordul Africii. Comercianții arabi ajung aici încă din sec. I d.Hr., iar între secolele I-V grecii din Egipt fac și ei comerț aici; le urmează perșii, indienii și filipinezii, dar numai pe coastă, cu precădere la Mombasa. Explorarea europeană spre interior începe abia în secolul al XIX-lea. Imperiul Britanic își stabilește aici Protectoratul Africii de Est în 1895, devenit din 1920 Colonia Kenya. Kenya este stat independent din 1964, când devine republică.

Harta Kenyei

## Preistorie
Fosilele găsite în estul Africii sugerează ca primatele cutreierau aceste ținuturi acum mai bine de 20 de milioane de ani. Alte fosile descoperite lângă Lacul Turkana indică prezența hominizilor precum, Homo habilis (de acum 1,8 și 2,5 milioane de ani) și Homo erectus (între 1,8 milioane și 350 000 de ani), foarte probabil ascendenții direcți ai omului modern — Homo sapiens. Descoperiri recente indică prezența unor specii mai vechi, precum australopitecus anamensis, de acum 4,1 milioane de ani descoperit tot în zona lacului Turkana și chiar a unei specii noi în podișul Tugen, numită orrorin tugenensis, de acum aproximativ 6 milioane de ani.

## Istoria precolonială

### Primele migrații
Primii locuitori de pe teritoriul actualei Kenyei erau grupuri de vânători și culegători, înrudiți cu actualii vorbitori de khoisan. Vorbitori de limbă cushitică din nordul Africii coboară aici începând cu 2000 î.Hr. Expansiunea agricultorilor bantu, originari din vestul Africii (Nigeria și Camerun) se întinde pe tot mileniul I î.Hr. și primele secole ale erei noastre. Bantu aduc îmbunătățiri în agricultură și prelucrarea fierului. Dintre grupurile bantu din Kenya, cele mai importante sunt kikuyu, luhya, kamba, kisii și mijikenda. Începând cu 500 d.Hr. se mută aici și populații pastorale vorbitoare de limbi nilotice din nord-est, printre care triburi ca: samburu, luo, turkana, maasai.

### Primele contacte cu arabii și europenii
Negustorii arabi încep să frecventeze Kenya încă din sec. I e.n. Apropierea Kenyei de Peninsula Arabică invita la colonizare, iar așezările arabe și persane de pe coastă se înmulțesc, devin orașe state, iar din sec. VIII. încep să aibă conducători care acceptă islamul.
Negustorii musulmani nu au interes să se aventureze în interiorul continentului. Mărfurile de interes - aurul minelor din Rodezia, fildeșul, sclavii, carapacele de țestoasă, cornul de rinocer - erau adunate de localnici din interior și vândute convenabil pe coastă la târgurile sezoniere.
Ca urmare a acestor contacte permanente s-a format o nouă cultură și o nouă limbă - swahili - un amestec de limbă locală bantu care împrumută multe cuvinte arabe, în special în Pate,  Malindi și Mombasa. Aceasta devine lingua franca pentru comerțul dintre diferite popoare  .

Ruta primului voiaj al lui Vasco da Gama (1497–1499)

În sec. X Ali ibn al-Hassan Shirazi, un prinț persan din Shiraz, fondează în Kliwa, actuala Tanzanie, Sultanatul Kliwa, a cărui autoritate se va întinde pe întreaga coastă swahili, incluzând și Kenya. Conducerea persana va construi moschei elaborate și introduce moneda de cupru.
Din această perioadă arabii se stabilesc pe coasta și fondează mai multe orașe state independente, cele mai importante rămânând Malindi, Mombasa, dar și Zanzibar. Ei introduc aici islamul.
Mombasa devine un port major ale cărui rute comerciale duceau din Arabia, Persia și până în India.Principalele articole de schimb erau fildeșul și sclavii. Aproximativ 90% din locuitorii de pe coastă devin sclavi(se spune ca tribul ameru s-a format din sclavi scăpați de la arabi). În timp supremația în comerțul cu sclavi va fi luată de Zanzibar. În drumul său spre India exploratorul portughez Vasco da Gama, ajunge în Mombasa în 1498. Scopul prezenței portugheze nu era colonizarea, ci stabilirea unor baze navale care să ofere Portugaliei controlul asupra Oceanului Indian și securizarea rutei lor comerciale dintre Europa și Asia. Prezența Portugaliei în Africa de Est începe oficial în 1505 când vasele sub comanda lui Don Francisco de Almeida cuceresc Kliwa.
Construcția fortului Jesus în Mombasa în 1953 a venit să întărească hegemonia portugheză în zonă, dar influența lor va scădea odată incursiunile englezilor, olandezilor și arabilor oman în sec. XVII. Arabii oman reprezintă cea mai mare amenințare la adresa portughezilor ei, asediind fortărețele acestora, atacând deschis navele lor ca într-un final să îi scoată din Kenya și Tanzania în 1730. La acea vreme portughezii își pierduseră oricum interesul pentru ruta maritimă a 'mirodeniilor' datorită profitabilității tot mai scăzute. Teritorii, porturi și așezări portugheze rămân active la sud, în Mozanbic, până în 1975.

### Noi migrații. Maasaii și Kikuyu
Influența și dominația străină s-a desfășurat cu precădere în regiunile de coastă. În interiorul țării alta era situația. Aici continuă fără încetare mișcarea diferitelor grupuri care fie intră pe acest teritoriu, venind, în special, dinspre nord, fie părăsesc zona împinși de noii veniți, mai ales, spre sud-vest.
Mai importante pentru istoria ulterioară a Kenyei sunt mișcările din sec. XVIII-XIX ale triburilor maasai și kikuyu.

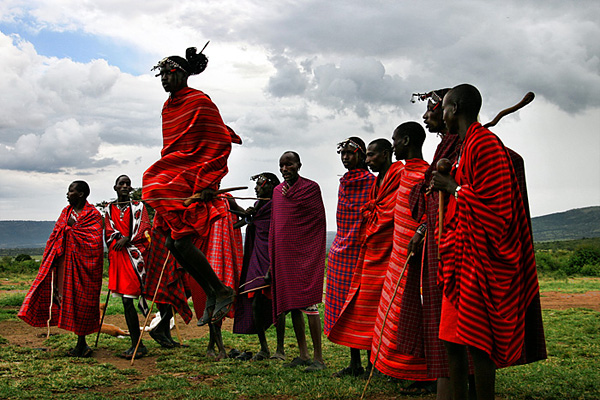
Maasai dansând

Maasaii s-au mutat, în ceea ce este acum Kenya Centrală, dintr-o zonă din nordul Lacului Rudolf cândva la jumătatea sec. XVIII. Înaintarea lor spre sud a fost oprită pe la 1830 de triburile hehe de pe teritoriul actualei Tanzanii, dar incursiunile lor continuă, însă pe coastă la sud de Mombassa până în 1859. Maasai (moran) însemnând luptător erau călăuziți spiritual  în luptă de un șaman (laibon). În orice caz, nu foarte numeroși, maasaii au fost capabili să domine o regiune considerabilă datorită slabei rezistențe a localnicilor bantu. Triburile nandi, care dețineau zona mai abruptă la vest de maasai și erau la fel de războinici au fost relativ nederanjați de prădătorii lor vecini. Un alt grup, taveta, s-au refugiat în păduri pe pantele de est ale Muntelui Kilimanjaro, unde folosindu-se de teren rezistă raidurilor maasailor.
Kikuyu, de altfel, mai numeroși decât maasaii, se refugiază, de asemenea, în munți și păduri de teama atacatorilor. Kikuyu se extind spre nord, spre vest și sud ocupând ceea ce este azi Provincia Centrală, unde defrișază pădurile pentru a obține pământ agricol. Oricum, însă nu rezistă presiunii maasailor și pe la 1890, răpuși și de foame și de variolă, eliberează terenurile lor din Districtul Kiambu și se retrag spre nord.
Maasaii, de asemenea, trec printr-o perioadă dificilă. O epidemie de pneumonie sau pestă le decimează cirezile în 1883; o alta în 1889-1890, iar înșiși maasaii sunt loviți de o epidemie de variolă. În același timp, moartea lui Mbatian, marele lor 'laibon', dezbină grupul și durează ceva până tânărul său fiu reușește să-i reconcilieze. Oricum, problemele lor coincid cu venirea europenilor, care, într-un final vor deține controlul asupra regiunii.

### Colonizarea omaneză. Secolul al XIX-lea.
Arabii din Oman colonizează coastele Kenyei și Tanzaniei aducând fostele, cândva independente, orașe-state sub un control și o dominație mai strânse decât pe vremea portughezilor. Ca și predecesorii lor, omanezii au fost capabili doar de controlul asupra zonei de coastă, nu și a interiorului. Oricum, crearea plantațiilor de usturoi, intensificarea comerțului cu sclavi și relocarea capitalei în Zanzibar la 1839 de către Seyyid Said a avut ca efect consolidarea puterii omaneze în regiune. Guvernarea arabă asupra tuturor porturilor importante de-a lungul coastei de est a Africii se prelungește până când interesele britanice menite, în special, să securizeze rutele comerciale către India, dar și să pună monopol asupra comerțului din întreaga zonă, încep să pună presiune pe stăpânirea omaneză. La sfârșitul secolului al XIX-lea comerțul cu sclavi pe mare este complet oprit de către englezi. Omanezii nu au interesul să se opună eforturilor marinei regale în a impune directivele anti-sclavagiste, ci să își mențină suveranitatea asupra propriilor ape, așa ca, Seyyid Said nu vede nici un motiv să intervină în lupta europeană pentru abolirea sclaviei din moment ce principalii clienți pentru sclavi erau tot europenii. Și tocmai, intervenția lui Said face ca sclavia să fie abolită în vestul Oceanului Indian. Prezența omaneză continuă în Zanzibar și Pemba până la revoluția di 1964, iar oficial prezența lor în Kenya se încheie în 1880 când germanii și britanicii pun stăpânire pe porturile cheie și încheie alianțe comerciale cu lideri locali mai importanți. Cu toate acestea, moștenirea arabă omaneză în Africa de Est se găsește azi în numeroșii lor descendenți de pe întreaga coastă, care își pot urmării direct rădăcinile dinspre Oman, ei fiind cei mai bogați și mai influenți din punct de vedere politic membri ai comunităților de pe coasta kenyană .

## Dominația britanică (1895 - 1963)

### Protectoratul Africii de Est
În 1895 guvernarea britanică se extinde spre interiorul Africii de Est până la Lacul Naivasha, luând astfel naștere Protectoratul Africii de Est. Granița se extinde spre Uganda în 1902, iar din 1920 protectoratul mărit, cu excepția unei fâșii de coastă, devine colonie a coroanei. Începând cu colonizarea din 1895, Valea Marelui Rift și înălțimile dimprejur devin o enclavă a coloniștilor albi angajați în cultivarea cafelei care se bazau însă pe munca, în special, a localnicilor kikuyu. Această zonă fertilă a fost din totdeauna ținta migrațiilor și conflictelor, chiar fără a avea resurse minerale importante precum, aurul sau diamantele Africii de Sud.
Germania Imperială stabilește un protectorat  asupra posesiunilor de pe coasta Kenyei ale  sultanului din Zanzibar în 1885, urmat de sosirea lui Sir William Mackinnon și a Companiei Britanice a Africii de Est (BEAC) în 1888, care obține de la sultanul Zanzibarului, concesiunea pe 50 de ani asupra aceleiași zone. Conflictul imperial mognit se stinge în 1890, odată cu retragerea Germaniei de pe coastă în schimbul controlului cedat de britanici asupra coastei Tanganyicăi. Forța colonială se lovește ocazional de rezistență locală puternică, astfel că Waiyaki Wa Hinga, un șef kikuyu care stăpânea Dagoretti și care semnase un tratat cu Frederick Lugard de la BEAC, se răzvrătește și arde fortul lui Lugard în 1890. Waiyaki a fost prins și ucis doi ani mai târziu. 

### Construcția de căii ferate

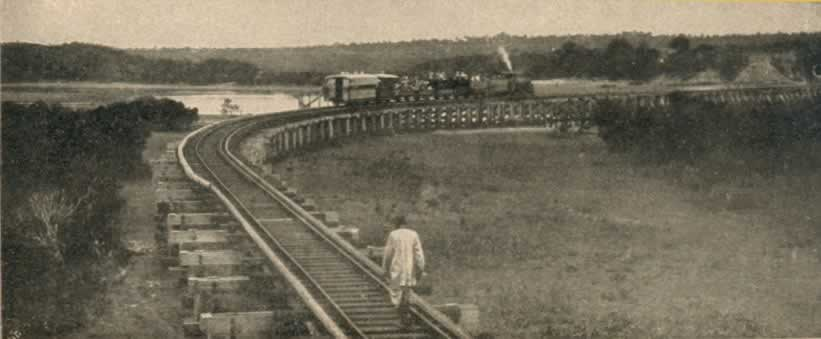
Lângă Mombasa, pe la 1899

Cheia dezvoltării Kenyei interioare a fost construirea începând cu 1895 a căii ferate de la Mombasa la Kisumu lângă Lacul Victoria, finalizată în 1901. Aceasta a fost prima piesă din Calea Ferată Uganda. Guvernul britanic a decis, din motive strategice, să unească prin cale ferată Mombassa cu protectoratul britanic din Uganda.
O realizare majoră de inginerie, "Calea ferată Uganda" (care este o cale ferată în interiorul Kenyei, dar duce în Uganda), a fost finalizată în anul 1903 și a fost un eveniment decisiv în modernizarea zonei. Ca guvernator al Kenyei, Sir Percy Girouard a avut o contribuție politică majoră în inițierea unor proiecte de extindere a rețelei de căi ferate cu sectoarele Nairobi-Thika și Konza-Magadi. 
Unii dintre cei 32 000 muncitori au fost importați din India britanică pentru a presta munca manuală. Mulți au rămas, așa cum a făcut cei mai mulți dintre comercianții indieni și oameni de afaceri mici, care au văzut o oportunitate în deschiderea spre interior a Kenyei. Dezvoltarea economică rapidă a fost văzută ca o necesitate pentru a face față plaților pentru calea ferată, și întrucât populația din Africa a fost obișnuită cu o agricultură de subzistență, mai degrabă decât cu una bazată pe exportul produselor agricole, guvernul a decis să încurajeze înființarea de așezări europene în zonele muntoase fertile, dar mai slab populate ale Africii. Calea ferată a adus cu ea în interiorul Africii nu numai agricultori europeni, misionari și administratori, dar, de asemenea, și programe guvernamentale sistematice împotriva sclaviei, vrăjitoriei, bolilor și foametei. Vrăjitoria avea în viața africanilor o influență puternică care ducea adesea la violențe împotriva vrăjitoarelor. Pentru a controla această agresiuni, administrația colonială britanică a adoptat legi, începând din 1909, care au făcut practica vrăjitoriei ilegală. Aceste legi au dat populației locale o formă legală, non-violentă de a combate vrăjitoria.
Până la momentul în care calea ferata a fost construită, rezistență militară a populației africane la adresa expansiunii britanică a fost ocazională. Cu toate acestea, nemulțumiri au fost generate de procesul de naturalizare al europenilor. Guvernatorul Percy Girouard este asociat cu dezastrul din al doilea acord cu Maasaii din 1911, care a condus la îndepărtarea forțată a acestora din platoul fertil Laikipia către semi-aridul Ngong. Pentru a face loc pentru europeni (în mare parte britanici și albi din Africa de Sud), Maasai s-au limitat la câmpia de la sud de Loieta în 1913. Kikuyu a pretins o parte din terenul rezervat pentru europeni și au continuat să se simtă privați de moștenirea lor.
În etapa de colonizare inițială, administrația s-a bazat pe comunicatori tradiționali, de obicei șefi de trib. Când dominația colonială a fost întărită și eficientizată, în parte din cauza presiunii coloniștilor, tineri bărbați educați au fost asociați cu șefii vechi în consiliile locale native.
În construirea căii ferate britanicii s-au confruntat uneori cu o opoziție locală puternică, în special cu cea a lui Koitalel Arap Samoei un vraci și lider Nandi  care a profețit că un șarpe negru s-ar rupe prin foc pe terenurile Nandi, care a fost văzut mai târziu ca linia de cale ferata. Timp de zece ani a luptat împotriva constructorilor liniei de cale ferată. Abia în 1905 a fost prins și ucis .
Nemulțumiri erau și din partea coloniștilor care începând cu 1907 aveau totuși un cuvânt de spus în Consiliul Legislativ, o organizație a europenilor în care o parte erau numiți, iar o alta aleși. Cea mai mare parte a deciziilor fiind tot în mâna guvernatorului, i-a îndemnat pe coloniștii să demarareze acțiuni de lobby pentru a transforma protectoratul într-o Colonie a Coroanei, cea ce le-ar fi dat mai multe drepturi. Ei au dobândit acest statut și mai multe locuri în Consiliu. În schimb, africanii au fost excluși de la participarea politică directă până în 1944, când a fost admis în ConsiliuL Legislativ, primul dintre ei.

### Primul Război Mondial

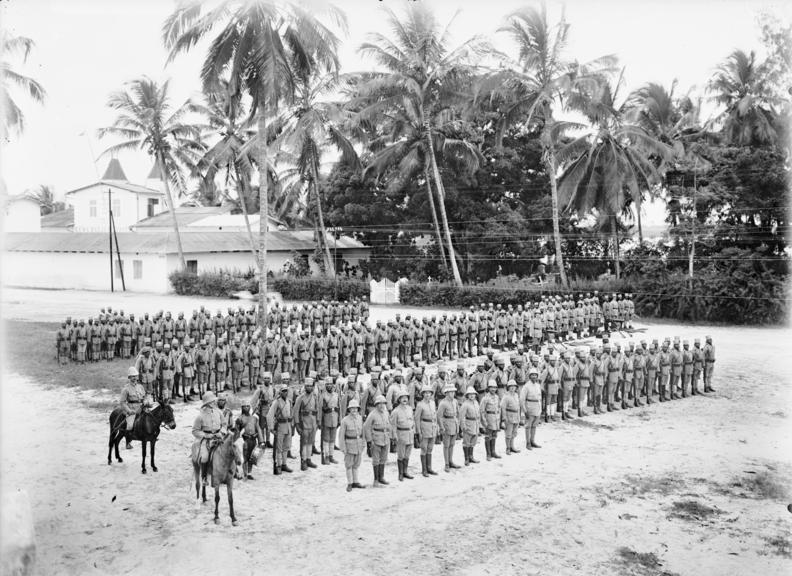
Compania germană Askari (1914)

Kenya a devenit o bază militară pentru britanici în Primul Război Mondial (1914-1918), dar eforturile de a supune colonia germană de la sud au fost zadarnice. La izbucnirea războiului în august 1914, guvernatorii de britanic și german din Africa de Est au convenit asupra unui armistițiu într-o încercare de a ferii coloniile tinere din ostilităților directe. Însă odată ce  Lt. Col. Paul von Lettow-Vorbeck a preluat comanda forțelor militare germane, înțelegerea a căzut, acesta fiind hotărât să împiedice transferul, pe cât posibil, a cât mai multe resurse britanice. Complet tăiat din Germania, von Lettow realizat un sistem eficient de război de gherilă, cu companii care trăiesc pe teren și atacă convoaiele britanice de unde capturează consumabil și provizii, în final rămânând neînvins. }n cele din urmă capitulează în Zambia la unsprezece zile după ce armistițiul a fost semnat în 1918. Pentru a-l urmării pe von Lettow britanicii au dislocat trupe din Armata din India și un mare număr de cărăuși pentru a face față logisticii formidabile de a transporta bunuri în interiorul continentului pe jos. A fost format un Corp Logistic care a mobilizat în cele din urmă 400 000 de africani .

### Colonia Kenya
Pe 23 iulie 1920 Protectoratul Africii de Est devine Colonie a Coroanei sub denumirea de Colonia și Protectoratul Kenyei.
Kenya a devenit, după război, locul favorit de retragere a tinerilor ofițeri britanici din înalta societate, care au imprimat o rezonanță aristocratică colonizării. Cei care dețineau un capital de 1000 ₤ primeau gratuit 1000 de acri (4 km²), obiectivul guvernului fiind acela de a accelera modernizarea și creșterea economică. Astfel, guvernul îi încuraja să înființeze plantații de cafea, care necesitatau mașini scumpe, o forță de muncă stabilă, și de patru ani pentru a obține prima recoltă. Acești veterani vor avea și o importantă influență politică, chiar dacă reprezentau o minoritate.
Odată cu creșterea numărului de coloniști europeni, a impunerii unor noi taxe după înființarea coloniei și a prețului mic al muncii se intensifică și activitatea politică a africanilor, care are totuși un caracter local, manifestându-se în special în rândul populațiilor kikuyu și luo, unde tineri cu vederi progresiste, mulți dintre ei veterani ai războiului, devin lideri.
Astfel că încă din 1920 ia naștere „Piny Owacho” (Vocea Poporului) condusă de arhidiaconul Owen, iar „Asociației tinerilor Kikuyu” (redenumită „Asociația Africii de Est”) este înființată în 1921 de către Harry Thuku (1895-1970). În Al Doilea Război Mondial (1939-1945), Kenya a devenit o importantă bază militară britanică pentru campanii de succes împotriva Italiei în Somalia și Etiopia. După război activitatea politică și militantă a africanilor ia amploare. În 1946 ia naștere „Uniunea Africană din Kenya” condusă de Harry Tukhu, iar în 1960 s-a format un nou partid african „Uniunea Național Africană din Kenya”(KANU), sub conducerea liderului kikuyu James S. Gichuru și a lui Mboya Tom. În urma unor neînțețegeri în KANU acesta se scindează și ia naștere un nou partid separatist rival Uniunea Democrată Africană din Kenya (KADU), condus de R. Ngala și Muliro M. În 1952 izbucnește cea mai importantă și mai violentă revoltă de până atunci din colonie, revolta etnicilor kikuyu denumită „Revolta Mau Mau”. 4 000 de oameni sunt uciși, iar Jomo Kenyatta un presupus lider al revoltei este arestat. După eliberare, în 1961, el devine președinte al Uniunii Naționale a Africanilor din Kenya, iar din 12 decembrie 1963, odată cu proclamarea independenței, primul președinte al Kenyei.

### Drapele coloniale

1893 - 1920 Swahililand.
1895 - 1921 Africa Britanică Orientală.
1921 - 1963 Colonia Britanică Kenya.
1895 - 1963 Guvernatorul Africii Britanice Orientale.

### Istorie
- Anderson, David. Histories of the Hanged: The Dirty War in Kenya and the End of Empire. W. W. Norton, 2005. 406 pp. excerpt and text search
- Berman, Bruce and Lonsdale, John. Unhappy Valley: Conflict in Kenya and Africa. 2 vol. Ohio U. Press, 1992. 504 pp.
- Bravman, Bill. Making Ethnic Ways: Communities and Their Transformations in Taita, Kenya, 1800-1950. James Currey, 1998. 283 pp.
- Collier, Paul and Lal, Deepak. Labour and Poverty in Kenya, 1900-1980. Oxford U. Press, 1986. 296 pp.
- Eliot, Charles. The East Africa Protectorate (1905), by the well-informed former governor; full text online
- Elkins, Caroline. Imperial Reckoning: The Untold Story of Britain's Gulag in Kenya. Holt, 2005. 496 pp.
- Gatheru, R. Mugo. Kenya: From Colonization to Independence, 1888-1970. McFarland, 2005. 236 pp.
- Harper, James C., II. Western Educated Elites in Kenya, 1900-1963. Routledge, 2006. 193 pp. excerpt and text search
- Kanogo, Tabitha. African Womanhood in Colonial Kenya, 1900-50. Ohio U. Press, 2005. 268 pp. excerpt and text search
- Kanyinga, Karuti. "The legacy of the white highlands: Land rights, ethnicity and the post-2007 election violence in Kenya," Journal of Contemporary African Studies, July 2009, Vol. 27 Issue 3, pp 325–344
- Kyle, Keith. The Politics of the Independence of Kenya St. Martin's, 1999. 258 pp.
- Lewis, Joanna. Empire State-Building: War and Welfare in Kenya, 1925-52. James Currey, 2000. 393 pp.
- Mackenzie, A. Fiona D. Land, Ecology and Resistance in Kenya, 1880-1952. Edinburgh U. Pr., 1998. 286 pp.
- Maloba, Wunyabari O. Mau Mau and Kenya: An Analysis of Peasant Revolt. Indiana U. Press, 1993. 288 pp.
- Maxon, Robert M. and Ofcansky, Thomas P. Historical Dictionary of Kenya. (2nd ed. Scarecrow, 2000). 449 pp.
- Maxon, Robert M. Going Their Separate Ways: Agrarian Transformation in Kenya, 1930-1950. Fairleigh Dickinson U. Pr., 2003. 353 pp
- Miller, Norman, and Rodger Yeager. Kenya: The Quest for Prosperity (2nd ed. 1984) online edition at Questia
- Ndege, George Oduor. Health, State, and Society in Kenya. U. of Rochester Press, 2001. 224 pp.
- Ochieng, William R., ed. Themes in Kenyan History. Ohio U. Press, 1991. 261 pp.
- Ochieng, William R., ed. A Modern History of Kenya: In Honour of Professor B. A. Ogot. Nairobi, Kenya: Evans Brothers, 1989. 259 pp.
- Odhiambo, E. S. Atieno and Lonsdale, John, eds. Mau Mau and Nationhood: Arms, Authority and Narration. Ohio U. Press 2003. 306 pp.
- Odhiambo, E. S. Atieno. "Ethnic Cleansing and Civil Society in Kenya 1969-1992." Journal of Contemporary African Studies 2004 22(1): 29-42. Issn: 0258-9001 Fulltext: Ebsco
- Ogot, B. A. and Ochieng, W. R., eds. Decolonization and Independence in Kenya, 1940-93. Ohio U. Press, 1996. 270 pp. online edition from Questia
- Ogot, B. A. Historical dictionary of Kenya (1981)
- Percox, David A. Britain, Kenya and the Cold War: Imperial Defence, Colonial Security and Decolonisation. Tauris, 2004. 252 pp. excerpt and text search
- Pinkney, Robert. The International Politics of East Africa. Manchester U. Pr., 2001. 242 pp. compares Kenya,  Uganda and Tanzania.
- Press, Robert M. Peaceful Resistance: Advancing Human Rights and Democratic Freedoms. Ashgate, 2006. 227 pp.
- Sabar, Galia. Church, State, and Society in Kenya: From Mediation to Opposition, 1963-1993. F. Cass, 2002. 334 pp.
- Sandgren, David P. Christianity and the Kikuyu: Religious Divisions and Social Conflict. Peter Lang, 1989. 209 pp.
- Smith, David Lovatt. Kenya, the Kikuyu and Mau Mau. Mawenzi, 2005. 359 pp.
- Steinhart, Edward O. Black Poachers, White Hunters: A Social History of Hunting in Colonial Kenya. Oxford: James Currey, 2006. 248 pp.
- Tignor, Robert L. Capitalism and Nationalism at the End of Empire: State and Business in Decolonizing Egypt, Nigeria, and Kenya, 1945-1963. Princeton U. Press, 1998. 419 pp.
- Wamagatta, Evanson N. "British Administration and the Chiefs' Tyranny in Early Colonial Kenya," Journal of Asian & African Studies  Aug 2009, Vol. 44 Issue 4, pp 371–388; argues that the chiefs' tyranny in early colonial Kenya had its roots in the British administrative style since the Government needed strong-handed local leaders to enforce its unpopular laws and regulations.